# Quincy Kammeraad
Quincy Julian Boltron Kammeraad (ur. 1 lutego 2001 w Haarlem) to filipińsko‑holenderski piłkarz, który występuje na pozycji bramkarza. Obecnie reprezentuje One Taguig FC w Philippines Football League (PFL) oraz narodową reprezentację Filipin .

## Życiorys
Kammeraad urodził się w Holandii — z ojca Holendra i matki Filipinki — co umożliwiło mu wybór reprezentacji Filipin. Dorastał w rodzinie o silnych piłkarskich tradycjach, a bramkarski etos dziedziczył po ojcu i bracie.

## Kariera klubowa
- Global FC (2017): Quincy zadebiutował w filipińskim klubie Global FC, ale po sześciu miesiącach zrezygnował z powodu problemów finansowych klubu i wrócił do Holandii[1].
- Azkals Development Team (2020–2022): Od końca 2020 roku był podstawowym bramkarzem ADT, m.in. w rozgrywkach Copa Paulino Alcantara 2022[1].
- Kaya–Iloilo FC (2022–2023): Dołączył do Kaya–Iloilo w czerwcu 2022 roku, gdzie uczestniczył między innymi w rozgrywkach Philippines Football League oraz AFC Cup. W barwach drużyny z Iloio rozegrał 22 spotkania[2].
- One Taguig FC (od 2024): Od sezonu 2024/2025 występuje w drużynie One Tagui, w którym rozegrał 26 spotkań[3][4].

## Kariera reprezentacyjna
- Filipiny U‑23 (od 2021): W październiku 2021 znalazł się w kadrze na kwalifikacje AFC U‑23 – zagrał m.in. w meczu przeciwko Korei Południowej[5].

- Filipiny - (od 2021) Kammeraad zadebiutował w seniorskiej reprezentacji Filipin w meczu z Indonezją podczas ASEAN Championship 2024 — po wejściu za kontuzjowanego Patricka Deyto[6].
- Reprezentacje młodzieżowe - Kammaraad rozgrywał również spotkania w młodzieżowych drużynach filipińskiej reprezentacji  (U-22, U-19 i U-18)[7].